# Легогие-Насаджу
Легогие-Насаджу (груз. ლეგოგიე-ნასაჯუ) — село в Грузии, на территории Сенакского муниципалитета края (мхаре) Самегрело-Верхняя Сванетия.

## География
Село находится в западной части Грузии, к западу от реки Гурдземи (правый приток Техури), на расстоянии приблизительно 17 километров (по прямой) к северо-востоку от города Сенаки, административного центра муниципалитета. Абсолютная высота — 164 метра над уровнем моря.

## Население
По результатам официальной переписи населения 2014 года в Легогие-Насаджу проживало 280 человек (143 мужчины и 137 женщин). В национальной структуре населения грузины составляли 100 %.
| Год  | Население, человек |
| ---- | ------------------ |
| 2002 | 301                |
| 2014 | ↘ 280              |